# Stictopelta adusta
Stictopelta adusta är en insektsart som beskrevs av Hermann Burmeister. Stictopelta adusta ingår i släktet Stictopelta och familjen hornstritar. Inga underarter finns listade i Catalogue of Life.